# FIFA 18
FIFA 18 è un videogioco di calcio sviluppato da EA Sports e pubblicato da Electronic Arts il 29 settembre 2017 per PlayStation 3, PlayStation 4, Xbox 360, Xbox One (con Kinect), Microsoft Windows e Nintendo Switch.
Si tratta del 26º titolo della celebre serie. Cristiano Ronaldo è il testimonial ufficiale del gioco.

## Nuove caratteristiche
- Sostituzioni dinamiche che permettono di effettuare cambi durante la partita senza dover necessariamente interrompere l'azione e, di conseguenza, spezzare il ritmo di gioco.
- Trattative interattive nella modalità carriera e filmati dinamici per le notizie.
- La sezione allenamento è stata aggiornata aggiungendo più di quindici inedite prove abilità.
- La nuova tecnologia di animazione Real-Player effettuata tramite motion capture permette ora a campioni come Cristiano Ronaldo di muoversi esattamente come sul campo reale.
- Sono state introdotte le "Icons" ("Icone" in Italiano) di Ultimate Team, la nuova versione di quelle che erano note in precedenza come "Leggende": queste ultime sono presenti nelle versioni per PS4, Nintendo Switch[3], Xbox One e PC.[4][5] Diego Armando Maradona è stato aggiunto tra le Icone nella modalità Ultimate Team e presenta uno dei rating più elevati assieme a Pelé, Ronaldo, Lev Yashin e Thierry Henry.[6]
- Grazie ai miglioramenti apportati al Frostbite Engine, il motore di gioco garantirà una maggiore libertà di movimento in campo. È stato migliorato il posizionamento dei calciatori, che sono ora in grado di leggere al meglio l'azione e reagire scattando in avanti per offrire opzioni di passaggio o occupando gli spazi per fornire supporto in attacco. I compagni di squadra ed i giocatori avversari potranno involarsi per dare sostegno alla punta, oppure muoversi per anticipare un passaggio filtrante preciso e aprire la difesa praticando uno-due con i compagni.
- Sono stati analizzati i vari stili di gioco dei migliori club d'Europa per ricrearli alla perfezione nel gioco: esempi sono il tiki-taka del Barcellona o il contropiede del Chelsea.
- Per la prima volta nella serie compaiono la terza serie tedesca, la 3. Liga[7] e le nazionali dell'Islanda e dell'Arabia Saudita.
- Grazie alla partnership tra EA e Premier League, il gioco comprende tutti i 20 stadi del campionato inglese e i 20 allenatori dei club con il loro aspetto reale.
- Miglioramento della grafica in generale: la posizione realistica del sole, condizioni climatiche più fedeli alla realtà, i detriti sul terreno di gioco, gli striscioni specifici per club e stadi.

## Il viaggio - Il ritorno di Hunter
Dopo il primo anno in Premier League, Alex Hunter è tornato per la seconda stagione ed avrà la possibilità di giocare nei campionati e nelle squadre più importanti: PSG, Bayern Monaco, Atletico Madrid e Los Angeles Galaxy.
In sei affascinanti capitoli l'utente dovrà vivere le vicende di Alex Hunter e altri personaggi. Le scelte del giocatore saranno fondamentali e varieranno l'andamento della storia.
Un'altra novità che riguarda la seconda stagione è la possibilità di personalizzare il piede preferito e il look di Alex Hunter scegliendo l'acconciatura, i vestiti e persino i tatuaggi.

## Campionati
La dicitura in grassetto indica il possesso della licenza:
- A-League
- Airtricity League
- Dawri Jameel
- Allsvenskan
- Premier League
- FL Championship
- Football League 1
- Football League 2
- Bundesliga
- Bundesliga
- 2.Bundesliga
- 3. Liga
- Campeonato Brasileiro Série A[9]
- Ekstraklasa
- Eredivisie
- Jupiler League
- Meiji Yasuda J1
- K-League
- Liga Bancomer MX
- La Liga
- Segunda División
- Primeira Liga[10]
- Liga DIMAYOR
- Ligue 1
- Ligue 2
- Major League Soccer
- Primera División
- Primera División[11]
- Raiffeisen Super League
- Russian League
- Scottish Premiership
- Calcio A[12]
- Calcio B[13]
- Süper Lig
- Superliga
- Tippeligaen

### Resto del mondo
I club presenti nella sezione "Resto del Mondo" sono:
- AEK Atene
- Olympiakos
- Panathīnaïkos
- PAOK
- HJK
- Kaizer Chiefs
- Orlando Pirates
- Šachtar
- Sparta Praga
- World XI
- MLS All-Stars
- Adidas All-Stars

## Nazionali
A differenza dei precedenti capitoli sono presenti le nazionali di Islanda, Arabia Saudita e Nuova Zelanda.

### Europa
- Austria
- Belgio
- Bulgaria
- Danimarca
- Finlandia
- Francia
- Galles
- Germania
- Grecia
- Inghilterra
- Irlanda
- Irlanda del Nord
- Islanda
- Italia
- Norvegia
- Olanda
- Polonia
- Portogallo
- Repubblica Ceca
- Romania
- Russia
- Scozia
- Slovenia
- Spagna
- Svezia
- Svizzera
- Turchia
- Ungheria

### Sudamerica
- Argentina
- Bolivia
- Brasile
- Cile
- Colombia
- Ecuador
- Paraguay
- Perù
- Uruguay
- Venezuela

### America Centro-Nord
- Canada
- Messico
- Stati Uniti

### Africa
- Camerun
- Costa d'Avorio
- Egitto
- Sudafrica

### Asia e Oceania
- Arabia Saudita
- Australia
- Cina
- India
- Nuova Zelanda

### Nazionali femminili
- Australia
- Brasile
- Canada
- Cina
- Francia
- Germania
- Inghilterra
- Italia
- Messico
- Norvegia
- Nuova Zelanda
- Paesi Bassi
- Spagna
- Stati Uniti
- Svezia

## Stadi
In FIFA 18 saranno presenti 79 stadi, di cui 50 su licenza. Dal precedente capitolo sono stati aggiunti 4 nuovi stadi: Wanda Metropolitano (nuovo stadio dell'Atletico Madrid), StubHub Center (LA Galaxy), The Amex Stadium (Brighton) e Kirklees Stadium (Huddersfield).
La dicitura in grassetto indica i nuovi stadi presenti nel gioco.
| #  | Stadio                      | Nome reale                      | Luogo                     | Squadra                        |
| -- | --------------------------- | ------------------------------- | ------------------------- | ------------------------------ |
| 1  | Allianz Arena               | Allianz Arena                   | Germania (bandiera)       | Bayern Monaco e Monaco 1860    |
| 2  | Volksparkstadion            | Volksparkstadion                | Germania (bandiera)       | Amburgo                        |
| 3  | Olympiastadion              | Olympiastadion                  | Germania (bandiera)       | Germania e Hertha Berlino      |
| 4  | Veltins Arena               | Veltins Arena                   | Germania (bandiera)       | Schalke 04                     |
| 5  | Borussia-Park               | Borussia-Park                   | Germania (bandiera)       | Borussia M'gladbach            |
| 6  | Anfield                     | Anfield                         | Inghilterra (bandiera)    | Liverpool                      |
| 7  | Emirates Stadium            | Emirates Stadium                | Inghilterra (bandiera)    | Arsenal                        |
| 8  | Old Trafford                | Old Trafford                    | Inghilterra (bandiera)    | Manchester Utd                 |
| 9  | St James' Park              | St James' Park                  | Inghilterra (bandiera)    | Newcastle Utd                  |
| 10 | Stamford Bridge             | Stamford Bridge                 | Inghilterra (bandiera)    | Chelsea                        |
| 11 | Goodison Park               | Goodison Park                   | Inghilterra (bandiera)    | Everton                        |
| 12 | Wembley                     | Wembley                         | Inghilterra (bandiera)    | Tottenham e Inghilterra        |
| 13 | Britannia Stadium           | Britannia Stadium               | Inghilterra (bandiera)    | Stoke City                     |
| 14 | Olympic Stadium             | London Stadium                  | Inghilterra (bandiera)    | West Ham Utd                   |
| 15 | Carrow Road                 | Carrow Road                     | Inghilterra (bandiera)    | Norwich City                   |
| 16 | Vitality Stadium            | Vitality Stadium                | Inghilterra (bandiera)    | Bournemouth                    |
| 17 | Riverside Stadium           | Riverside Stadium               | Inghilterra (bandiera)    | Middlesbrough                  |
| 18 | King Power Stadium          | King Power Stadium              | Inghilterra (bandiera)    | Leicester City                 |
| 19 | Selhurst Park               | Selhurst Park                   | Inghilterra (bandiera)    | Crystal Palace                 |
| 20 | St Mary's Stadium           | St Mary's Stadium               | Inghilterra (bandiera)    | Southampton                    |
| 21 | Stadium of Light            | Stadium of Light                | Inghilterra (bandiera)    | Sunderland                     |
| 22 | The Hawthorns               | The Hawthorns                   | Inghilterra (bandiera)    | West Bromwich                  |
| 23 | Vicarage Road               | Vicarage Road                   | Inghilterra (bandiera)    | Watford                        |
| 24 | Etihad Stadium              | Etihad Stadium                  | Inghilterra (bandiera)    | Manchester City                |
| 25 | Villa Park                  | Villa Park                      | Inghilterra (bandiera)    | Aston Villa                    |
| 26 | Loftus Road                 | Loftus Road                     | Inghilterra (bandiera)    | QPR                            |
| 27 | The KC Stadium              | The KC Stadium                  | Inghilterra (bandiera)    | Hull City                      |
| 28 | Turf Moor                   | Turf Moor                       | Inghilterra (bandiera)    | Burnley                        |
| 29 | Fratton Park                | Fratton Park                    | Inghilterra (bandiera)    | Portsmouth                     |
| 30 | The Amex Stadium            | Falmer Stadium                  | Inghilterra (bandiera)    | Brighton                       |
| 31 | Kirklees Stadium            | John Smith's Stadium            | Inghilterra (bandiera)    | Huddersfield Town              |
| 32 | Liberty Stadium             | Liberty Stadium                 | Galles (bandiera)         | Swansea City                   |
| 33 | Santiago Bernabéu           | Santiago Bernabéu               | Spagna (bandiera)         | Real Madrid                    |
| 34 | Wanda Metropolitano         | Estadio Wanda Metropolitano     | Spagna (bandiera)         | Atlético Madrid                |
| 35 | Allianz Stadium             | Allianz Stadium                 | Italia (bandiera)         | Juventus                       |
| 36 | San Siro                    | San Siro                        | Italia (bandiera)         | Milan e Inter                  |
| 37 | Stadio Olimpico             | Stadio Olimpico                 | Italia (bandiera)         | Roma, Lazio e Italia           |
| 38 | Parc des Princes            | Parc des Princes                | Francia (bandiera)        | Paris Saint-Germain e Francia  |
| 39 | Orange Vélodrome            | Stade Vélodrome                 | Francia (bandiera)        | Olympique Marsiglia            |
| 40 | BC Place Stadium            | BC Place Stadium                | Canada (bandiera)         | Vancouver Whitecaps            |
| 41 | CenturyLink Field           | CenturyLink Field               | Stati Uniti (bandiera)    | Seattle Sounders               |
| 42 | StubHub Center              | StubHub Center                  | Stati Uniti (bandiera)    | LA Galaxy                      |
| 43 | Azteca                      | Azteca                          | Messico (bandiera)        | América e Messico              |
| 44 | Amsterdam Arena             | Amsterdam Arena                 | Paesi Bassi (bandiera)    | Ajax e Paesi Bassi             |
| 45 | La Bombonera                | La Bombonera                    | Argentina (bandiera)      | Boca Juniors                   |
| 46 | El Monumental               | El Monumental                   | Argentina (bandiera)      | River Plate e Argentina        |
| 47 | King Fahd Stadium           | King Fahd International Stadium | Arabia Saudita (bandiera) | Al-Hilal, Al-Shabab e Al-Nassr |
| 48 | King Abdullah Stadium       | King Abdullah Sports City       | Arabia Saudita (bandiera) | Al-Ittihad e Al-Ahli           |
| 49 | Donbass Arena               | Donbass Arena                   | Ucraina (bandiera)        | Šachtar                        |
| 50 | Suita City Football Stadium | Suita City Football Stadium     | Giappone (bandiera)       | Gamba Osaka                    |

Stadi Generici
- Al Jayeed Stadium
- Aloha Park
- Arena d'Oro
- Arena del Centenario
- Court Lane
- Crown Lane
- Eastpoint Arena
- El Grandioso
- El Libertador
- Estadio El Medio
- Estadio Presidente G.Lopes
- Estadio de las Artes
- Euro Park
- Forest Park Stadium
- Ivy Lane
- Molton Road
- O Dromo
- Sanderson Park
- Stade Municipal
- Stadio Classico
- Stadio FIWC[14]
- Stadion 23. Maj
- Stadion Europa
- Stadion Hanguk
- Stadion Neder
- Stadion Olympik
- Town Park
- Union Park Stadium
- Waldstadion

## Colonna sonora
- alt-J (UK) - Deadcrush
- Avelino (UK) - Energy (con la partecipazione di Skepta e Stormzy)
- Bad Sounds (UK) - Wages
- Baloji (Belgio) - L'Hiver Indien
- BØRNS (USA) - Faded Heart
- Cut Copy (AUS) - Standing In The Middle Of The Field (Radio Edit)
- Django Django (UK) - Tic Tac Toe
- IDER (UK) - King Ruby
- Kimbra (NZ) - Top Of The World
- Kovic (UK) - Drown
- Lorde (NZ) - Supercut
- Mondo Cozmo (USA) - Automatic
- Mura Masa (Guernsey) - Helpline (con la partecipazione di Tom Tripp)
- ODESZA (USA) - La Ciudad
- Off Bloom (Danimarca) - Falcon Eye
- Oliver (CAN/USA) - Heart Attack (con la partecipazione di De La Soul)
- Outsider (Irlanda) - Miol Mor Mara
- Perfume Genius (USA) - Slip Away
- Phantoms (USA) - Throw It In The Fire
- Portugal. The Man (USA) - Live In The Moment
- RAC (Portogallo/USA) - Beautiful Game (con la partecipazione di St. Lucia)
- Residente (Portorico) - Dagombas en Tamale
- Rex Orange County (UK) - Never Enough
- Run the Jewels (USA) - Legend Has It
- Sir Sly (USA) - &Run
- Slowdive (UK) - Star Roving
- Sneakbo (con la partecipazione di Giggs) (UK) - Active
- Sofi Tukker (USA) - Best Friend (con la partecipazione di NERVO, The Knocks e Alisa UENO)
- Superorganism (UK) - Something For Your M.I.N.D.
- Tash Sultana (Australia) - Jungle
- Témé Tan (Belgio) - Ça Va Pas La Tête?
- The Amazons (UK) - Stay With Me
- The National (USA) - The System Only Dreams In Total Darkness
- The War on Drugs (USA) - Holding On
- The xx (UK) - Dangerous
- Tom Grennan (UK) - Found What I've Been Looking For
- Toothless (UK) - Sisyphus
- Vessels (UK) - Deflect The Light (con la partecipazione di The Flaming Lips)
- Washed Out (USA) - Get Lost

## Mondiali 2018
Il 1º maggio 2018 la EA Sports ha annunciato che dal 29 maggio 2018 i possessori del gioco potranno scaricare gratuitamente il DLC relativo ai Mondiali 2018 in Russia.

### Modalità
Saranno presenti due modalità di gioco: quella standard e quella personalizzata:
- Modalità standard: basata sul torneo principale con le nazionali ufficiali.
- Modalità personalizzata: basata sul torneo principale anche con nazionali non qualificate.

### Nazionali aggiuntive
Vengono aggiunte le nazionali non presenti nel gioco base:

#### Europa
- Croazia
- Serbia

#### America
- Costa Rica
- Panama

#### Africa
- Marocco
- Nigeria
- Senegal
- Tunisia

#### Asia ed Oceania
- Corea del Sud
- Giappone
- Iran

### Stadi aggiuntivi
Così come con le nazionali, vengono aggiunti i 12 stadi russi che ospiteranno le partite dei Mondiali:
- Stadio Lužniki
- Otkrytie Arena
- Zenit Arena
- Arena Baltika
- Kazan Arena
- Stadio Nižnij Novgorod
- Futbol'nyj stadion v Samare
- Volgograd Arena
- Mordovija Arena
- Rostov Arena
- Stadio Olimpico Fišt
- Stadio Centrale

## Accoglienza
FIFA 18 ha ricevuto recensioni "generalmente positive" per le versioni PS4, Xbox One e PC del gioco, mentre la versione per Nintendo Switch è stata definita come "un buon gioco" ottenendo recensioni meno prestigiose ma comunque favorevoli da parte della critica, questo secondo il noto sito di Metacritic.
GameSpot dà una recensione di 7/10 dicendo che "FIFA 18 cattura il mondo del calcio e lo traduce con sicurezza in un videogioco: sul campo, tuttavia, la serie calcistica di EA è ancora molto indietro rispetto al calcio più fluido e soddisfacente di PES 2018". IGN lo valuta 8,1/10 affermando che "Fifa 18 pone molta attenzione nella fase offensiva del gioco, rendendo più facile segnare. Inoltre conclude definendo il gioco un'esperienza spettacolare anche se ancora migliorabile".
Anche in Italia il gioco ha avuto un grande successo, Spaziogames valuta il gioco 9/10 definendolo "Un buon titolo calcistico, probabilmente il migliore in uscita in questo 2017" Eurogamer definisce FIFA 18 "Un capitolo di rottura, che saprà tenervi impegnati a lungo, non importa che siate giocatori da salotto o da competizione online", valutandolo 9/10.
Secondo il sito VGChartz, con dati aggiornati al 2020 e considerando tutte le piattaforme, FIFA 18 è l'11º videogioco più venduto di tutti i tempi, e il videogioco sportivo più in alto in assoluto nella classifica.